# Yakov Frenkel
Pour les articles homonymes, voir Frenkel.
Jacov Frenkel ou Yakov Ilitch Frenkel (né le 10 février 1894 à Rostov-sur-le-Don – mort le 23 janvier 1952 à Léningrad) est un physicien soviétique spécialiste de la physique de la matière condensée. Il donne son nom au défaut de Frenkel.

## Biographie

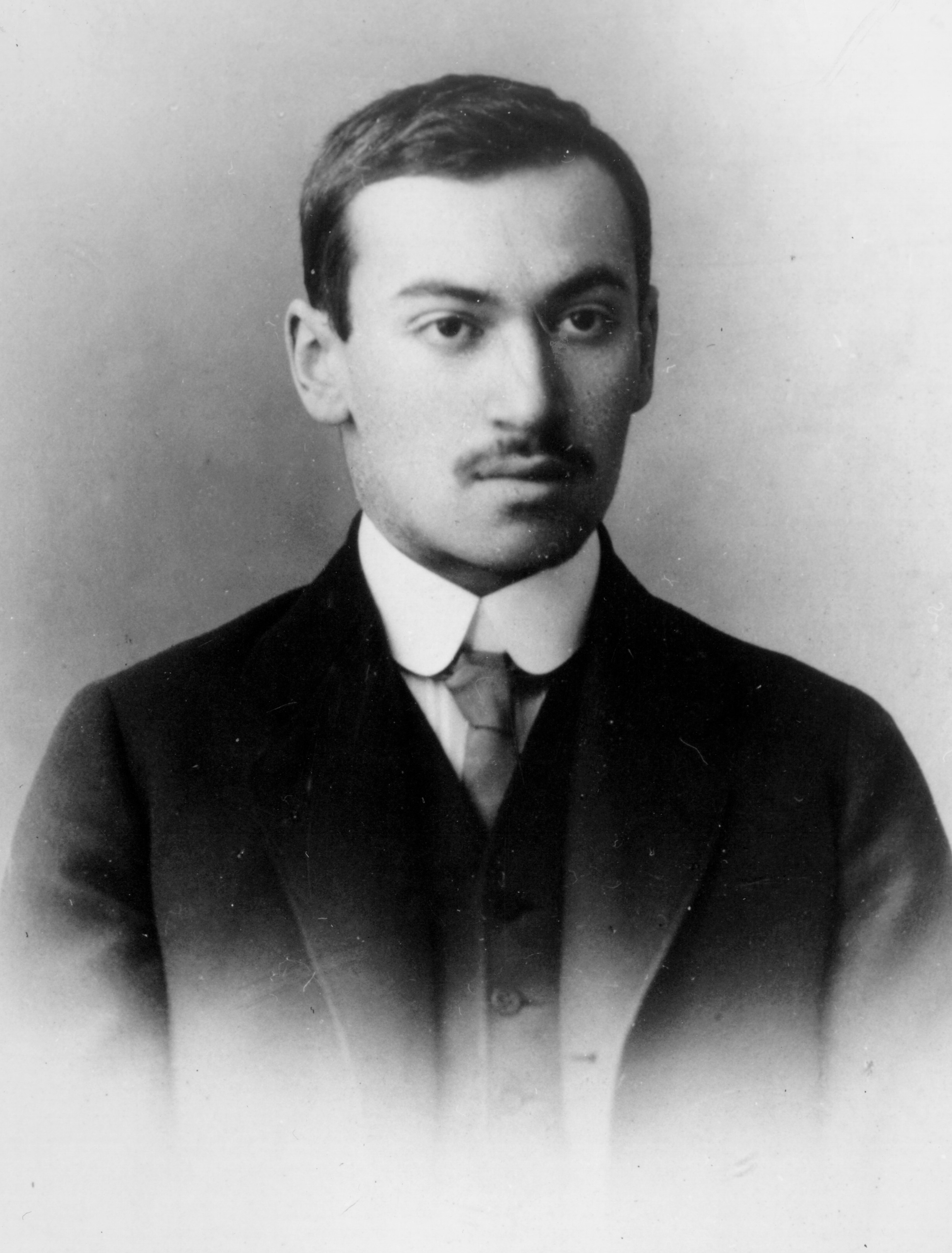
Yakov Frenkel étudiant.

Issu d'une famille juive de Rostov-sur-le-Don, il fut admis en 1910 à l’ Université de Saint-Pétersbourg et y prépara une licence de physique pour devenir professeur. Un mémoire qu'il composa en 1912 consacré au champ magnétique terrestre et à l’électricité atmosphérique attira l’attention d’Abram Ioffe, dont il devint plus tard le collaborateur : recruté à l’Institut Physico-Technique en 1921, il y accomplit la totalité de sa carrière.
Frenkel était un auteur de manuels prolifique : à partir 1922, il publiait un livre de cours chaque année, et fut d'ailleurs le premier à publier un cours de physique théorique en Union soviétique. En reconnaissance de ses travaux scientifiques, il fut élu membre correspondant de l’Académie des sciences de l’URSS en 1929.
Il épousa Sarah Isaacovna Gordine en 1920. Ils eurent deux fils, Sergeï et Victor qui devinrent eux-mêmes professeurs de physique. En 1930, il fut professeur invité de l’Université du Minnesota aux États-Unis.
C'est au cours de ses recherches sur la théorie moléculaire de l’état condensé qu’il introduisit la notion de lacune électronique. Le défaut de Frenkel est devenu lui aussi un concept central de la physique des solides et des liquides. Dans les années 1930, ses recherches se tournèrent plus spécifiquement sur la théorie de la plasticité. Sa théorie, connue sous le nom de modèle de Frenkel–Kontorova–Tomlinson (en), joue un rôle considérable dans l'étude des dislocations.
Il a étendu à tous les fluides ses résultats sur la théorie de l’état liquide dans son traité de « Théorie cinétique des gaz ». En 1930-31, Frenkel démontra que l’excitation lumineuse d’un cristal autour de son état fondamental est possible, avec un électron lié à une lacune : dans le réseau cristallin, ce type de site peut s'interpréter comme une quasiparticule, l’exciton. Frenkel s'intéressa également la structure ionique des métaux, et contribua au développement de la physique nucléaire, notamment par son Modèle de la goutte liquide du noyau.
Ses apports à la physique des semiconducteurs et des isolants s'inscrivent dans l'étude d'une relation expérimentale donnant le courant de fuite dans les isolants, découverte au milieu des années 1930 par un chercheur irlandais, Horace Hewitt Poole (1886–1962).
En 1938, Frenkel s'attaqua à la construction d’un modèle statistique inspiré de l’effet Schottky, pour modéliser plus finement des résultats de Poole.
Il meurt en 1952 d'une maladie cardiaque dont il souffrait depuis des années.